# Scytodes longipes
Scytodes longipes là một loài nhện trong họ Scytodidae.
Loài này thuộc chi Scytodes. Scytodes longipes được Hippolyte Lucas miêu tả năm 1844.